# Festival Tamaris
Pour les articles homonymes, voir Tamaris (homonymie).
Le festival Tamaris était un festival de musiques actuelles, qui s'est tenu entre 1987 et 1992 dans le Finistère nord, à Carantec et à Garlan, au mois de juillet.

## Histoire
Tamaris a été l'un des premiers grand festival breton, reprenant le flambeau du festival Elixir mais précédant le Festival des Vieilles Charrues ou le festival du Bout du Monde. Il s'est tenu deux ans sur la plage de Carantec avant d'en être chassé. Le festival est alors accueilli grâce à Arnaud Cazin d'Honincthun, le maire de Morlaix, à Langolvas puis à Morlaix. Le festival était majoritairement financé par ses recettes propres et a accueilli jusqu'à 10 000 personnes.
Il a accueilli des artistes comme The Pogues, Noir Désir, The Cramps, OTH, PJ Harvey, Les Négresses vertes, Vanessa Paradis ou MC Solaar. En raison de problèmes financiers et d'un contrôle fiscal, le festival disparait après une dernière édition en 1992,.
Ses anciens organisateurs ont ouvert un café Le Tamaris, à la Croix-Rouge à Plouigneau. Jean-Philippe Quignon, mort en 2012 présidait le festival et, par la suite, est devenu co-programmateur des Vieilles Charrues en 1998 puis co-président . El Globos, qui était l'un des cofondateurs du festival, a illustré les affiches des Vieilles Charrues pendant plusieurs années et Jacquito Guillerm est devenu son régisseur.

## Programmations
- 7 août 1987 : OTH, Chihuahua, Les Endimanchés, Dogs, Passion Fodder, Karroth Rapée (composé, entre autres, par Jean-Pierre Riou qui fondera ensuite Red Cardell), Crazy cats, Berlin 23, Epygon's Music
- 16 juillet 1988 : The Pogues, Arno, Assez, Ludwig von 88, Les Satellites, Les Nonnes Troppo, Lords Of The New Church, Roadrunners
- 22 juillet 1989[10] : Noir Désir, The Silencers, The Fleshtones, Dominic Sonic, Yargo, La Souris Déglinguée, Les Tambours du Bronx, Hot Bugs
- 21 juillet 1990[11] : Les Négresses vertes, Blues Brothers, New Model Army, Les Thugs, Sons of the desert, That Petrol Emotion, Young Gods, Les Pires, Verska Vis
- 20 juillet 1991[12] : The Wailers (annulé[13]), FFF, The House of Love, The Soup Dragons, The Gun Club, Elmer Food Beat, The Godfathers, Screaming Target, Les Locataires
- 18 juillet 1992[14],[7] : The Cramps, Fishbone, Linton Kwesi Johnson, James, PJ Harvey, Bernard Allison, MC Solaar, Massilia Sound System, Penfleps (retour de Jean-Pierre Riou), Justice, Specimen, Vanessa Paradis